# Гірнича промисловість Тунісу
Гірнича промисловість Тунісу
Мінерально-сировинний сектор економіки Тунісу представлений потужностями з видобутку фосфоритів, нафти, газу, свинцево-цинкової та залізної руд, солі. Не паливні мінерали забезпечують бл. 3-4% ВВП.

## Окремі галузі
Нафта і газ. На початку 1980-х років основними районами нафтовидобутку служили родовища в Бормі, поклади нафти в Дулебе на півночі центрального району і шельфові р-ни затоки Габеса поблизу Сфаксу. У 1991 Туніс видобув 5,2 млн т нафти. У р-нах мису Ет-Тіб і Бормі здійснюється також видобуток природного газу.
Основні нафтовидобувні поля на початку XXI ст. на тер. Тунісу — El Borma, Ashtart, Sidi el Kilani, газовидобувні — El Borma та поле Miskar. Нафтопереробний завод знаходиться в Бізерті (Bizerte), розвиток хімічної індустрії має позитивну динаміку.
Фосфорити. Туніс — один з провідних світових виробників фосфоритів, а саме — другий в Африці (після Марокко) продуцент фосфату, виробляючи його майже 8 млн т/рік. Видобуток їх ведеться відкритим і шахтним способом головним чином в центральних районах країни, передусім в районі Гафсі (Gafsa), рудники Kefeddour і Moulares). Основний оператор — компанія Compagnie des Phosphates de Gafsa. За даними [Mining Annual Review 2002] оцінені запаси фосфату в країні — 3,5-4,0 млрд т.
Інші корисні копалини. У незначних кількостях видобувають свинцеву, цинкову і залізну руду, а також солі.
Єдине важливе свинцево-цинкове родовище — Боуґрін (Bougrine), повторно відкрите торонтською компанією Breakwater Resources в 1998 після закриття Metall Mining у 1996. Залишкові запаси оцінені 4 млн т руди з вмістом 2,6% Zn і 2,4% Pb.